# تفاوت أفقي
تفاوت أفقي هو التفاوت الاقتصادي أو الاجتماعي أو غير ذلك والذي لا ينجم عن اختلاف في صفة متأصلة مثل الذكاء أو الجاذبية أو المهارات للأشخاص أو ربحية الشركات. في علم الاجتماع، هذا ينطبق بشكل خاص على عدم المساواة القسري بين مختلف الثقافات الفرعية التي تعيش في نفس المجتمع، أي عدم المساواة بين المجموعات المكونة ثقافيًا، وليس المجموعات الاقتصادية.
في الاقتصاد، يُنظر إلى عدم المساواة الأفقية عندما لا يزال الأشخاص من نفس الأصل والذكاء وما إلى ذلك لا يتمتعون بنفس النجاح ولديهم وضع ودخل وثروة مختلفة.
تتنبأ النظرية الاقتصادية التقليدية بعدم المساواة الأفقية في السوق الحرة. ومع ذلك لوحظ عدم المساواة الأفقية في أنظمة «السوق الحرة» الحقيقية والمحاكاة. يعتبر اقتصاد أمثلية باريتو أحد الأساليب التقليدية لحل المشكلة. حتى في أنظمة المحاكاة ينشأ عدم المساواة بين الفاعلين المتطابقين تمامًا لإعطاء الأغنياء والفقراء.

## الأسباب
هناك ثلاثة أسباب رئيسية لعدم المساواة الأفقية: التمييز الصريح وحصرية السلع العامة وعدم المساواة في الوصول إلى الموارد. تتكون هذه الموارد من موارد سياسية واقتصادية واجتماعية. يؤدي عدم الوصول إلى هذه الموارد إلى عدم تكافؤ الفرص، مما قد يؤدي بعد ذلك إلى عدم المساواة في النتائج.
يؤدي التنقل المحدود بين المجموعات إلى استمرار عدم المساواة الأفقية.

### التأثير
يمكن أن يكون لعدم المساواة الأفقية تأثير سلبي على الصحة العقلية، بسبب الصورة الذاتية للفرد. غالبًا ما تكون هناك عوامل خارجية سلبية، اعتمادًا على المجموعة التي ينتمي إليها الفرد. يمكن أن يكون للتعرّف على مجموعة مهمّشة آثارًا سلبية على التصور الذاتي للفرد، بسبب التمييز الضمني أو الصريح، فضلاً عن التمييز المتصور (بغض النظر عما إذا كان الشخص يتعرض للتمييز أم لا).
قد تتفاعل المجموعات الثقافية المحرومة معًا، في شكل احتجاجات أو أعمال شغب بسبب وضعها الجماعي.
في المناقشات حول آثار العولمة، يتم استخدام عدم المساواة الأفقية في تأثير العولمة على الفقراء للمجادلة ضد العولمة. تشعر بعض الأسر الفقيرة بآثار سلبية من عملية العولمة، حتى عندما تستفيد العائلات الأخرى المتساوية أفقياً.

### روابط اجتماعية أخرى
تختلف المقاييس الأفقية لعدم المساواة عن الطرق الرأسية القياسية لقياس عدم المساواة بعدة طرق. أولاً، تتعامل المقاييس الرأسية مع عدم المساواة على مدى مجموعة من الأفراد أو الأسر المتباينة اقتصاديًا، في حين تتعامل المقاييس الأفقية مع مجموعات من الأفراد أو الأسر على نفس المستوى الاقتصادي والتي تختلف العوامل الثقافية عن عدم المساواة فيها. بالإضافة إلى ذلك يتم قياس عدم المساواة الأفقية على أنها متعددة الأبعاد بطبيعتها، في حين نادرًا ما يتم قياس عدم المساواة الرأسية بطريقة متعددة الأبعاد.
يمكن ربط عدم المساواة الأفقية بمختلف المفاهيم الاجتماعية الأخرى، مثل عدم تكافؤ الفرص. عدم المساواة في الفرص هي الخصائص التي تشكل حياة الشخص بطريقة خارجة عن إرادته. العرق والجنس كلها أمثلة على الخصائص التي يمكن أن تسبب عدم تكافؤ الفرص. يرتبط هذا بعدم المساواة الأفقية لأن كل فئة تحتوي على ثقافات فرعية مختلفة تعيش داخل نفس المجتمع. على سبيل المثال، يمكن أن يولد شخصان في ثقافات فرعية مختلفة داخل نفس العائلة من خلال كونهما ذكرًا وأنثى. سيساهم جنسهم عند الولادة في عدم المساواة التي يواجهونها طوال الحياة، مما يخلق عدم مساواة أفقية بين الأشقاء.